# Hummuli (község)
Hummuli község község, észt nyelven: Hummuli vald, németül: Hummelshof) Valgamaa megye nyugati részén. A községet Enn Mihailov polgármester vezeti. A község lakossága 2017. január elsején 802 fő volt, amely 162,7 km²-es területét tekintve 4,9 fő/km² népsűrűséget jelent.

## Közigazgatási beosztás

### Városi község
- Hummuli

### Falvak
Hummuli község területéhez 8 falu tartozik: Aitsra, Alamõisa, Jeti, Kulli, Piiri, Puide, Ransi és Soe.

## Fordítás
Ez a szócikk részben vagy egészben  a   Hummuli vald című észt Wikipédia-szócikk ezen változatának fordításán alapul.  Az eredeti cikk szerkesztőit annak laptörténete sorolja fel. Ez a jelzés csupán a megfogalmazás eredetét és a szerzői jogokat jelzi, nem szolgál a cikkben szereplő információk forrásmegjelöléseként.